# Martin Brest
Martin Brest (New York, 8 agosto 1951) è un regista, sceneggiatore e produttore cinematografico statunitense.

## Biografia
Si laurea alla Tisch School of the Arts nel 1973 e si specializza all’AFI Conservatory nel 1977. Candidato al premio Oscar al miglior regista nel 1993 per la direzione di Scent of a Woman - Profumo di donna, tra i suoi film sono da ricordare Beverly Hills Cop - Un piedipiatti a Beverly Hills (1984) e Vi presento Joe Black (1998).
Martin Brest era il regista originale di Wargames - Giochi di guerra, ma è stato poi sostituito da John Badham (anche se alcune sue scene girate sono rimaste nel film). Nel 2003 ha vinto il Razzie Awards come peggior regista per Amore estremo - Tough Love.

## Filmografia
- Hot Dogs for Gauguin - cortometraggio (1972)
- Hot Tomorrows (1977)
- Vivere alla grande (Going in Style) (1979)
- Saturday Night Live - serie TV, 1 episodio (1980)
- Beverly Hills Cop - Un piedipiatti a Beverly Hills (Beverly Hills Cop) (1984)
- Prima di mezzanotte (Midnight Run) (1988)
- Scent of a Woman - Profumo di donna (Scent of a Woman) (1992)
- Vi presento Joe Black (Meet Joe Black) (1998)
- Amore estremo - Tough Love (Gigli) (2003)